# Okrug Gornji
Okrug Gornji (dříve Okruk Gornji) je přímořské letovisko a turisty často vyhledávaná destinace v Chorvatsku v Splitsko-dalmatské župě. Je centrem opčiny Okrug a zároveň největším sídlem na ostrově Čiovo. V roce 2011 žilo v Okrugu Gornjim 3 081 obyvatel, převážně chorvatské národnosti. Obyvatelé se živí především cestovním ruchem, který je zde velice rozvinutý. Nachází se zde mnoho pláží, z nichž nejznámější jsou Copacabana, Duga Dango, Labadusa, Mala Draga, Mavarštica, Okrug, Rožac, Uvala Bočići nebo Vela Draga.